# Лукин, Александр Владимирович (ихтиолог)
Александр Владимирович Лукин (22 января 1903, Феодосия, Таврическая губерния, Российская империя — 18 сентября 1991, Казань, Республика Татарстан, РСФСР, СССР) — советский ихтиолог, доктор биологических наук, профессор Казанского государственного университета, специалист в области рыбоводства.

## Биография
Родился 22 января 1903 года в Феодосии.
Род Лукиных принадлежит к старой дворянской петербургской фамилии. Дед А. В. Лукина был инженером-железнодорожником, главой компании Петербургско-Варшавской железной дороги. Отец — Владимир Лукин, окончил Николаевский кадетский корпус, но в дальнейшем по примеру своего отца тоже стал инженером-путейцем и был направлен в Феодосию для строительства железной дороги в Крыму. Мать — Клементина Клар, наполовину немка, наполовину француженка, принявшая православие.
Брак Владимира и Клементины вскоре распался, и их сыновья Александр и Ростислав первое время жили с отцом и его второй женой в Харькове, где поступили на учёбу в 3-ю гимназию. После начала Первой мировой войны детей отправили в Феодосию к бабушке.
Ростислав Лукин в дальнейшем уехал в Бельгию и стал известным художником. В годы Второй мировой войны он участвовал в движении Сопротивления и получил за это бельгийское гражданство.
После смерти бабушки Александр Лукин остался в Феодосии один и для получения средств к существованию был вынужден наняться матросом на каботажное судно, совершавшее рейсы вдоль берегов Крыма и в Турцию. В 1921 году окончил школу II ступени в Крыму. Работал помощником садовника в совхозе, счетоводом, матросом на траулере по лову дельфинов.
Осенью 1922 года поступил на учёбу в Севастопольский вечерний рабочий политехникум. После успешного окончания 1-го курса весной 1923 года был переведён на физмат Крымского университета в Симферополе.
После закрытия Крымского университета весной 1924 года был направлен в Казанский университет на III курс физмата. В 1929 году защитил диплом по специальности «вариационная статистика». В 1927 году поступил на биологическое отделение физико-математического факультета КГУ и окончил его в 1931 году по специальности «зоология».
С 1931 года начал работу на рыбохозяйственной станции при Татоблохотрыбсоюзе: сначала старшим научным сотрудником, затем с 1 июля 1931 года заместителем директора по научной работе. После преобразования рыбохозяйственной станции в Татарское отделение Всесоюзного научно-исследовательского института озёрного и речного рыбного хозяйства (ВНИОРХ) был назначен директором этого отделения с 20 апреля 1933 года и работал в этой должности по 1962 год.
В гидробиологических работах Татарского отделения ВНИОРХ вместе с ним принимала активное участие его жена Г. В. Аристовская.
Одновременно с работой на рыбохозяйственной станции начал преподавать в Казанском университете с 1931 года на кафедре ихтиологии и гидробиологии, в дальнейшем вновь переименованной в кафедру зоологии позвоночных. Осенью 1962 года был избран по конкурсу на должность профессора этой кафедры.
Вышел на пенсию в 1981 году.
Скончался 18 сентября 1991 года в Казани.

## Научная деятельность
Кандидат биологических наук с 1937 года (без защиты диссертации по совокупности печатных работ).
Доктор биологических наук с 1946 года. Тема докторской диссертации «Основные черты экологии осетровых в Средней Волге». Профессор с 1949 года.
Один из ведущих специалистов в области рыбохозяйственных исследований в Среднем Поволжье.
Основные рабочие задачи и направления исследований:
- поиск участков, пригодных для строительства рыбопитомников в ТАССР;
- вопросы прудового рыбоводства;
- изучение гидробионтов Волги с целью увеличения уловов рыбы;
- исследование экосистем водоёмов Среднего Поволжья, особенно Волги и Камы;
- изучение биологии и экологии осетровых рыб Средней Волги;
- изучение моллюсков перловиц (1935—1940), использовавшихся как источник натурального перламутра для изготовления пуговиц[1];
- наблюдения за формированием фауны Куйбышевского водохранилища.

Его научные исследования имели важное значение для восстановления волжского рыболовства и организации рыбоводных хозяйств в Татарии.
Вместе с В. А. Поповым подготовил и выпустил в 1949 году иллюстрированный справочник-определитель «Животный мир Татарии (позвоночные)», для которого написал раздел о рыбах ТАССР. Книга была дополнена и переиздана в 1988 году с участием доцента В. И. Гаранина.
Подготовил 26 кандидатов наук.

## Награды, премии, почётные звания
- Орден «Знак Почёта»[1][2].
- Медаль «За доблестный труд в Великой Отечественной войне»[1].

## Публикации
- Попов В.А., Лукин А.В. Животный мир Татарии (позвоночные). Казань, 1949.
- Попов В.А., Лукин А.В. Животный мир Татарии (позвоночные). Казань, 1988.
- Лукин А.В. Разведение карпа в колхозных прудах. Казань, 1950.
- Лукин А.В. Рыбное хозяйство Татарии и перспективы его развития. Казань, 1952.
- Рыбы Среднего Поволжья. Казань, 1971 (соавтор).
- Стерлядь Куйбышевского водохранилища. Казань, 1981 (соавтор).